# Зилбертс, Вентис
Вентис Зилбертс (латыш. Ventis Zilberts; род. 17 ноября 1947, Рига) — латвийский пианист и музыкальный педагог.
Окончил Музыкальную школу имени Эмиля Дарзиня (1966) и Латвийскую государственную консерваторию (1971), в обоих учебных заведениях учился у Игоря Калныньша, считается одним из его лучших учеников. Затем стажировался в Ленинградской консерватории у Натана Перельмана.
С 1974 года преподаёт в Латвийской консерватории (ныне Латвийская музыкальная академия имени Язепа Витола), с 1998 года профессор. Среди его учеников Ингуна Пуриня, Вита Вериня, Нормундс Виксне.
В 1976—2004 гг. пианист-концертмейстер Латвийского радио, сотрудничал с сотней вокалистов и инструменталистов. Записал альбомы с певцами Ингусом Петерсонсом, Янисом Спрогисом, Сергеем Мартыновым, флейтисткой Дитой Кренбергой, тромбонистом Болеславом Воляком. В 2020 году впервые исполнил ряд сочинений латвийских композиторов XX века, в том числе сюиту из музыки Олега Барскова к балету «Золото инков».
Руководитель музыкальной секции Рижского латышского общества.
Первая жена — Лолита Детлава, директор Музыкальной школы имени Эмиля Дарзиня; сыновья — пианист Мартыньш Зилбертс, кларнетист и барабанщик Эмилс Зилбертс. Племянник — тромбонист Улдис Зилбертс.
Кавалер Ордена Трёх звёзд (1998).